# Froidmont-Cohartille
Froidmont-Cohartille és un municipi francès situat al departament de l'Aisne i a la regió dels Alts de França. L'any 2007 tenia 205 habitants.

## Demografia

### Població
El 2007 la població de fet de Froidmont-Cohartille era de 205 persones. Hi havia 79 famílies de les quals 21 eren unipersonals (7 homes vivint sols i 14 dones vivint soles), 24 parelles sense fills, 24 parelles amb fills i 10 famílies monoparentals amb fills.
La població ha evolucionat segons el següent gràfic:
Habitants censats

### Habitatges
El 2007 hi havia 96 habitatges, 85 eren l'habitatge principal de la família, 4 eren segones residències i 7 estaven desocupats. 94 eren cases i 1 era un apartament. Dels 85 habitatges principals, 61 estaven ocupats pels seus propietaris, 18 estaven llogats i ocupats pels llogaters i 5 estaven cedits a títol gratuït; 3 tenien dues cambres, 6 en tenien tres, 17 en tenien quatre i 59 en tenien cinc o més. 62 habitatges disposaven pel capbaix d'una plaça de pàrquing. A 36 habitatges hi havia un automòbil i a 40 n'hi havia dos o més.

### Piràmide de població
La piràmide de població per edats i sexe el 2009 era:
| Homes | Edats   | Dones |
| ----- | ------- | ----- |
| 0     | 95 o +  | 0     |
| 0     | 90 a 94 | 0     |
| 0     | 85 a 89 | 0     |
| 0     | 80 a 84 | 0     |
| 8     | 75 a 79 | 4     |
| 8     | 70 a 74 | 8     |
| 4     | 65 a 69 | 12    |
| 0     | 60 a 64 | 0     |
| 8     | 55 a 59 | 4     |
| 4     | 50 a 54 | 8     |
| 12    | 45 a 49 | 0     |
| 8     | 40 a 44 | 12    |
| 20    | 35 a 39 | 0     |
| 8     | 30 a 34 | 20    |
| 4     | 25 a 29 | 4     |
| 4     | 20 a 24 | 0     |
| 12    | 15 a 19 | 8     |
| 4     | 10 a 14 | 16    |
| 0     | 5 a 9   | 8     |
| 8     | 0 a 4   | 4     |

## Economia
El 2007 la població en edat de treballar era de 138 persones, 107 eren actives i 31 eren inactives. De les 107 persones actives 93 estaven ocupades (50 homes i 43 dones) i 15 estaven aturades (10 homes i 5 dones). De les 31 persones inactives 9 estaven jubilades, 8 estaven estudiant i 14 estaven classificades com a «altres inactius».

### Ingressos
El 2009 a Froidmont-Cohartille hi havia 92 unitats fiscals que integraven 227 persones, la mediana anual d'ingressos fiscals per persona era de 16.379 €.

### Activitats econòmiques
Dels 6 establiments que hi havia el 2007, 1 era d'una empresa de construcció, 2 d'empreses de comerç i reparació d'automòbils, 1 d'una empresa d'hostatgeria i restauració i 2 d'empreses de serveis.
L'únic servei als particulars que hi havia el 2009 era una empresa de construcció.
L'únic establiment comercial que hi havia el 2009 era una adrogueria.
L'any 2000 a Froidmont-Cohartille hi havia 8 explotacions agrícoles que ocupaven un total de 1.208 hectàrees.

## Poblacions més properes
El següent diagrama mostra les poblacions més properes.